# Eubalichthys
Genre
Synonymes
- Blandowskius Whitley, 1931
- Weerutta Scott, 1962

Eubalichthys est un genre de poissons tetraodontiformes, de la famille des Monacanthidae. 

## Liste d'espèces
Selon World Register of Marine Species (18 mai 2016) :
- Eubalichthys bucephalus (Whitley, 1931)
- Eubalichthys caeruleoguttatus Hutchins, 1977
- Eubalichthys cyanoura Hutchins, 1987
- Eubalichthys gunnii (Günther, 1870)
- Eubalichthys mosaicus (Ramsay & Ogilby, 1886)
- Eubalichthys quadrispinis Hutchins, 1977

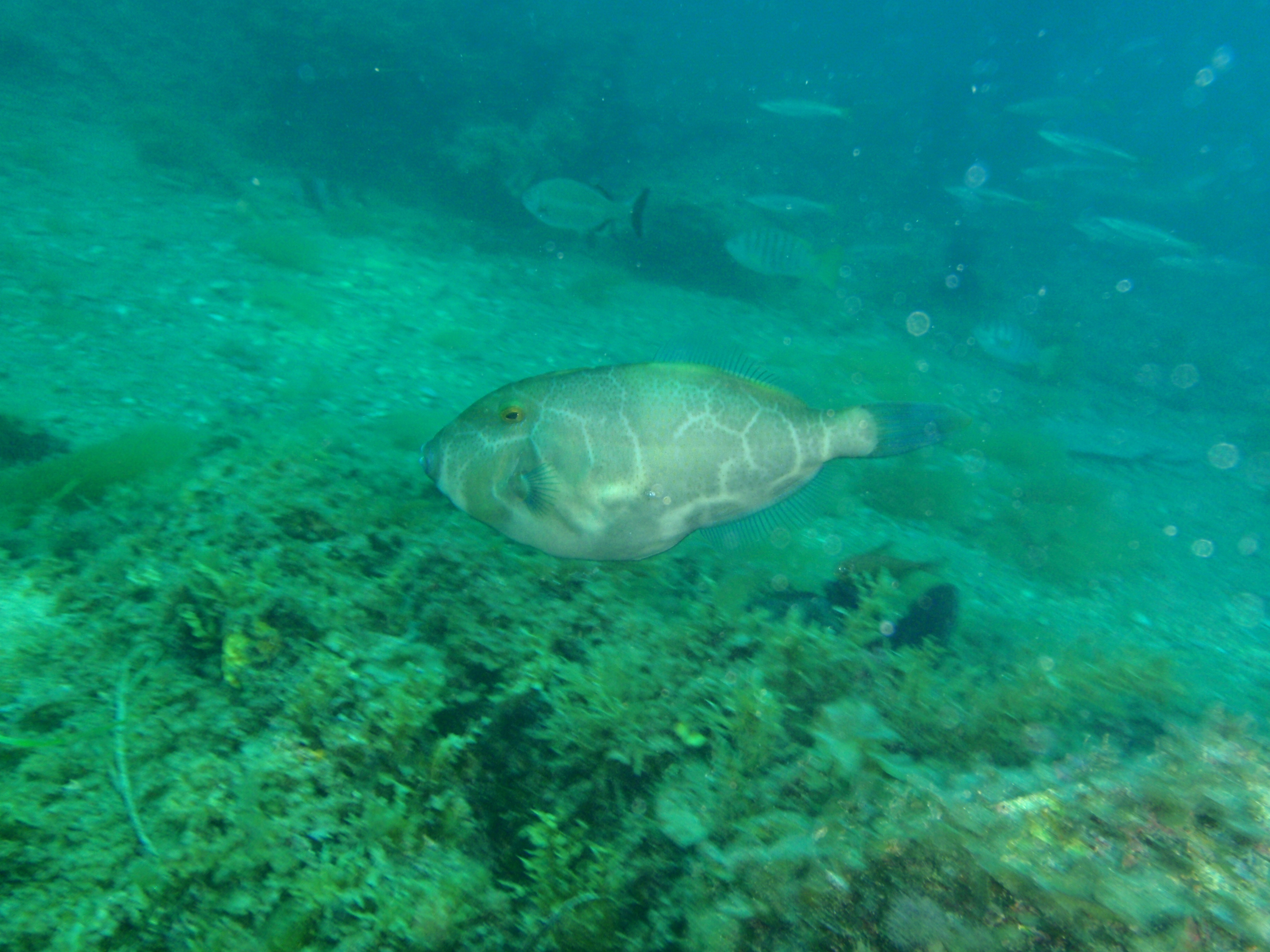
Eubalichthys cyanoura